# Gabriel Espinosa
Alejandro Gabriel Espinosa (Quito, 13 de agosto de 1988) es un exfutbolista ecuatoriano.

## Clubes
| Club                    | País    | Año         |
| ----------------------- | ------- | ----------- |
| Liga de Quito           | Ecuador | 2007 - 2010 |
| Universidad Católica    | Ecuador | 2011 - 2016 |
| Independiente del Valle | Ecuador | 2017        |
| Clan Juvenil            | Ecuador | 2017 - 2019 |
| San Antonio FC          | Ecuador | 2019 - 2020 |
| Unibolívar              | Ecuador | 2020 - 2021 |

## Palmarés

### Campeonato Nacional
| Título             | Club                 | País    | Año  |
| ------------------ | -------------------- | ------- | ---- |
| Serie A de Ecuador | Liga de Quito        | Ecuador | 2007 |
| Serie A de Ecuador | Liga de Quito        | Ecuador | 2010 |
| Serie B de Ecuador | Universidad Católica | Ecuador | 2012 |

### Copas internacionales
| Título              | Club          | País    | Año  |
| ------------------- | ------------- | ------- | ---- |
| Recopa Sudamericana | Liga de Quito | Ecuador | 2010 |